# Gwiazdnica gajowa
Gwiazdnica gajowa (Stellaria nemorum L.) – gatunek byliny należący do rodziny goździkowatych (Caryophyllaceae). Występuje w niemal całej Europie, na Kaukazie oraz w USA w stanie Georgia. W Polsce jest rośliną pospolitą na całym niżu i w niższych położeniach górskich.

## Morfologia

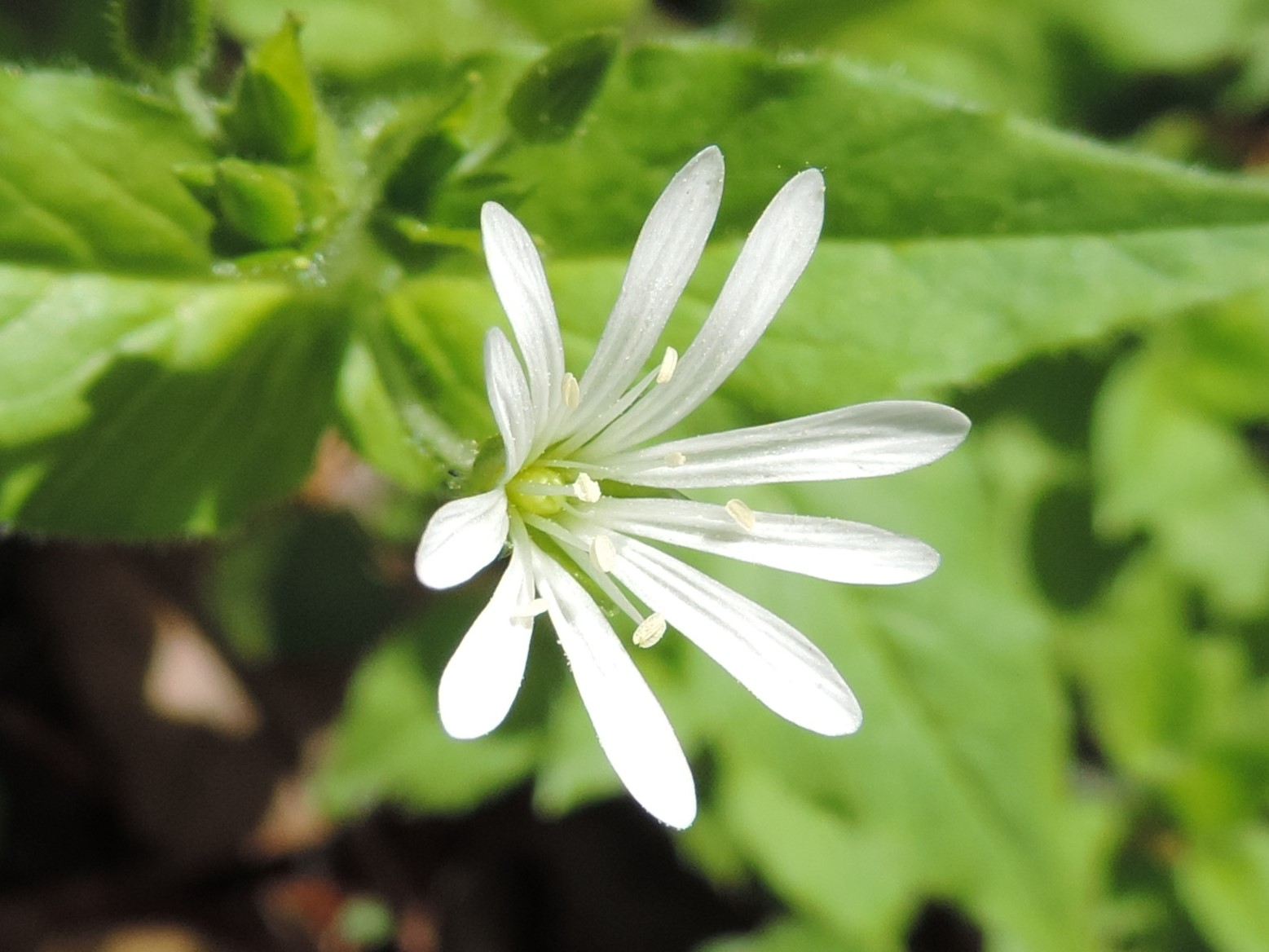
Kwiat

ŁodygaWzniesiona lub podnosząca się, wysokości 20–50 cm. Jest krucha i łamliwa, a na przekroju poprzecznym obła. W górnej części jest gruczołowato owłosiona. Roślina wytwarza cienkie i długie rozłogi. Pod koniec lata roślina wytwarza długie pokryte łuskami pędy, które płożą się po ziemi i ukorzeniają. W ten sposób przez wegetatywne rozmnażanie gwiazdnica gajowa tworzy całe płaty.
LiścieSercowatojajowate, dolne na ogonkach, górne siedzące, ułożone naprzeciwlegle.
KwiatyBiałe, o pięciu (czasem sześciu) głęboko podzielonych płatkach korony. Mają średnicę do 2 cm i tworzą na szczycie łodygi dwuramienną wierzchotkę. Działki kielicha ok. dwukrotnie mniejsze od płatków korony. Słupek górny z trójdzielnym znamieniem, 10 pręcików.
OwoceWielonasienne torebki. Po dojrzeniu pękają 6 klapami niemal do samej nasady.

## Biologia i ekologia
Bylina, hemikryptofit. Rośnie na glebach żyznych, próchnicznych w lasach wilgotnych i zaroślach, przeważnie w cienistych miejscach. Częściej występuje na terenach pagórkowatych i górskich. Hemikryptofit. Kwitnie od maja do lipca. Jest owadopylna lub wiatropylna. W klasyfikacji zbiorowisk roślinnych gatunek charakterystyczny dla związku (All.) Alno-Ulmion, Ass. Stellario nemorum-Alnetum. Roślina żywicielska dla grzyba wywołującego rakowate guzy na jodle. Roślina miododajna, chętnie odwiedzana przez pszczoły.